# Joseph van Goethem
Joseph Antoine Edouard van Goethem, né le 6 septembre 1803 à Gand et mort le 30 septembre 1894 à Merelbeke, est un banquier et homme politique belge.

## Biographie
Issu d'une famille d'industriels, il était le fils de Ferdinand Van Goethem, raffineur de sucre, et de Jeanne Van der Straeten. Sa vie fut marquée par deux mariages: il épousa d'abord Marie-Colette Maertens (1806-1834), puis, en secondes noces, Pauline De Smet (1799-1859). De ces unions naquirent une fille et un fils. 
Il était également lié aux sphères politiques, étant le gendre du sénateur Louis Maertens et le beau-frère du député Léopold Maertens (nl). Un lien familial notable le rattache à la famille royale belge, puisqu'il était l'arrière-arrière-grand-père du comte Patrick d'Udekem d'Acoz, père de la reine Mathilde.
En juin 1856, il fut élu membre de la Chambre des représentants de Belgique pour l'arrondissement de Gand , mandat qu'il exerça jusqu’en décembre 1857.
Parallèlement à sa carrière politique, il s'investit dans le secteur bancaire en tant qu'administrateur de la Banque des Flandres de 1850 à 1855.
En 1875, il fut anobli et intégré à la noblesse belge héréditaire, reconnaissant ainsi des titres de noblesse remontant à un ancêtre ayant reçu le titre de chevalier de l'empereur Charles VI en 1714.

## Sources
- Jean-Luc DE PAEPE & Christiane RAINDORF-GERARD, Le Parlement belge, 1831-1894, Bruxelles, 1996. p. 574.
- Oscar COOMANS DE BRACHÈNE, État présent de la noblesse belge, Annuaire 1989, Bruxelles, 1989.